# レ・パヴィヨン＝スー＝ボワ
レ・パヴィヨン＝スー＝ボワ （Les Pavillons-sous-Bois）は、フランス、イル＝ド＝フランス地域圏、セーヌ＝サン＝ドニ県のコミューン。

## 地理
パリの北東約10kmにある郊外コミューンである。広義には、パリの各区と境界を接するプティト・クーロンヌ（La petite couronne）のコミューンとみなされる。レ・パヴィヨンはパリのマレショー大通りから約10kmの距離であり、フランス国道の起点であるノートルダム大聖堂から約12.2kmである。
レ・パヴィヨンはル・ランシー、ヴィルモンブル、ボンディ、オルネー＝スー＝ボワ、リヴリー＝ガルガンと接する。

## 交通
RER E線とパリ・トラム1号線の駅であるノワジー＝ル＝セック駅との間をつなぐ、RATPのバス路線105の終着である。他にノクティリアンのバス路線もある。
コミューン内を50分刻みで通る無料のミニバスがある。国道3号線がコミューンを通過している。

## 歴史

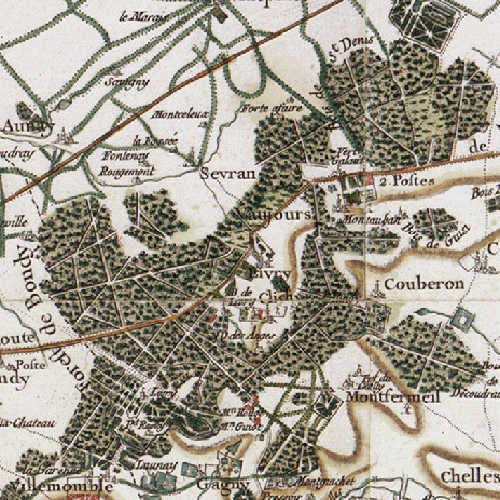
カッシーニ地図に描かれたボンディの森

1600年頃、現在のレ・パヴィヨンは盗賊の住処であったボンディの広大な森に覆われていた。乗馬用の道がラ・フルシュ（La Fourche）と呼ばれる場所とをつないでいた。この場所は、ル・ランシーの古いマナーハウスの土地の上に築かれたものだった。大蔵卿がこの領地を獲得後にマナーハウスは破壊され、その後豪奢な城が建てられた。
1770年にオルレアン公爵家がル・ランシー領主となると、ラ・フルシュの土地に2つの狩猟用ロッジ（pavillon）が建てられた。ラ・フルシュは城と街道とをつなぐ道路の入り口にあたった。この建物は、現在のレ・パヴィヨンにおける唯一の建物だった。建物は235年たった今も現存しており、国道3号線とジャン・ジョール通りが交わる地点にある。
1789年、城はオルレアン家によって放棄され、領地は細かく区画割して売却された。フランス革命の混乱とフランス第一帝政の後の1815年、オルレアン家は資産を回復した。
ナポレオン3世は即位するとオルレアン家の資産を没収し、1852年に売却された。1870年の普仏戦争までに、ル・ランシーの領地は徐々に解体されていった。土地のすべてが開発業者に引き渡され、堂々とした並木のある私道と庭園は、公共交通のための道路に変えられた。この通りはのちジャン・ジョール通りに改名された。城は徐々に放棄され、破壊され、略奪者の手に落ちた。狩猟用ロッジも販売され、小事業者が定住した。
ル・ランシーは1869年にコミューンとなり、ル・ランシーの森はボンディに帰属するものとなった。分譲地が増え、郊外住宅地ボンディ＝フォレ（Bondy-Forêt）が生まれた。1870年の戦争中、プロイセン軍はこの境界線で数ヶ月駐留していた。これによってコミューンのボンディとのわずかな分離を未来のレ・パヴィヨン＝スー＝ボワは経験することとなった。事業家ルイ・クサヴィエ・ガルガンの声によって、オルネー＝スー＝ボワとパリとをつなぐ鉄道路線が敷かれた。これによってパリジャンが小さな郊外ボンディ＝フォレですごすことがさらに重要となっていった。
1905年に行われたボンディからの新コミューン分離・成立では、様々な名称が新しいコミューンのため考案された。1月3日にコミューンが成立した。ボンディの森に敬意を表し、2つの狩猟用別荘を記念するボンディ＝ラ＝フォレ、レ・パヴィヨンといった名称にかわり、全体評議会はLes Pavillons-Sous-Boisを選択した。1905年には初めての自治体選挙が行われた。644人の有権者に対し489人が立候補した。コミューンは自ら成長し続け、資産を持たない多くのパリジャンをひきつけ、彼らは安い土地を求めた。第一次世界大戦前、ウルク運河の北にある古い下水道処理場のあった場所はラ・プドレット（La Poudrette）と呼ばれていたが、消滅した。空いた土地は長期にわたって半ば放置され、地域の安全の大きな問題となっていた。20世紀の終わりになって新たな工業地帯と道路がつくられたことでようやく土地の空白は埋まった。
第二次世界大戦後、ウルク運河の北に新たな工業地帯が生まれた。増加する人口に対応し、新たな学校やスポーツ施設が建設された。コミューンで繰り返し発生する問題の1つであった、ル・ランシーとモンフェルメイユ台地における安全な飲料水の流出は1990年代に解決された。
歴史家たちが狩猟用ロッジを歴史文化財に登録すべく活動することは大いに忍耐のいることだった。1986年にコミューンは東側の狩猟用ロッジを購入し1998年に修繕を完了した。私道の西側にあった狩猟用ロッジは2009年夏に復元された。

## 姉妹都市
- ブラックレー、イギリス
- ブラガンサ、ポルトガル
- エシハ、スペイン
- アイヒェナウ、ドイツ